# Policijska uprava Postojna
Policijska uprava Postojna je bivša policijska uprava slovenske policije s sedežem na Gregorčičevemu drevoredu 3 (Postojna). Zadnji (2007-2011) direktor uprave je bil Iztok Štucin.

## Zgodovina
Policijska uprava je bila ustanovljena 27. februarja 1999, ko je pričel veljati Odlok o ustanovitvi, območju in sedežu policijskih uprav v Republiki Sloveniji. V sklopu projekta Libra je bila policijska uprava ukinjena 31. maja 2011.

## Organizacija

### Splošne postaje
Pod policijsko upravo so spadale 3 policijske postaje, in sicer:
- Policijska postaja Postojna
  - Policijska pisarna Pivka
- Policijska postaja Cerknica
  - Policijska pisarna Stari trg pri Ložu
- Policijska postaja Ilirska Bistrica
  - Policijska pisarna Podgrad

### Mejna policija
- Postaja mejne policije Jelšane
- Postaja mejne policije Starod

### Posebne postaje
- Postaja prometne policije Postojna